# 昭和消防署

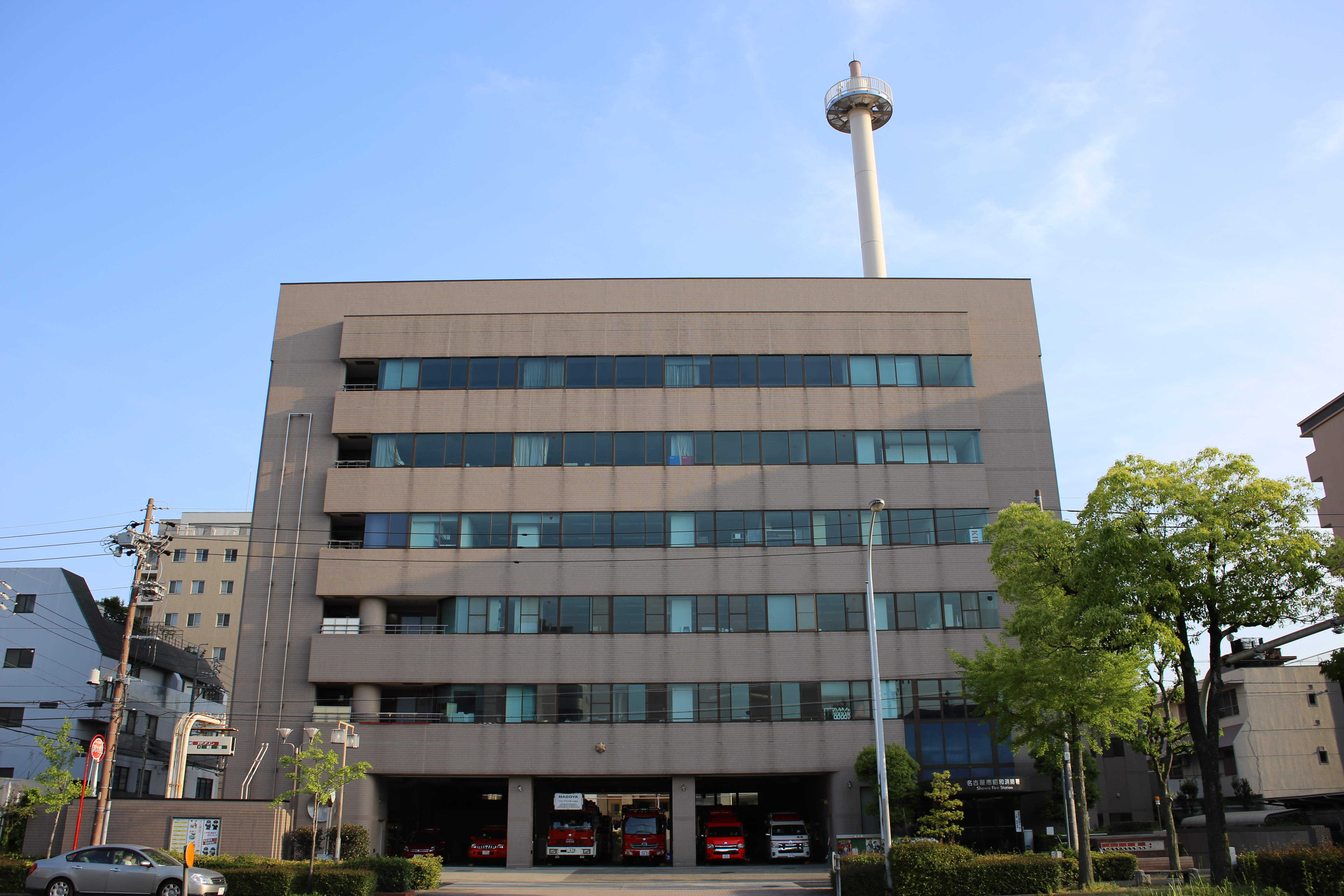
昭和消防署（2015年5月）

昭和消防署（しょうわしょうぼうしょ）は、愛知県名古屋市昭和区御器所通に所在する名古屋市消防局の消防署。

## 所在地

### 本署
- 名古屋市昭和区御器所通2丁目16番地の1[1]北緯35度8分44秒 東経136度57分10.5秒 / 北緯35.14556度 東経136.952917度座標: 北緯35度8分44秒 東経136度57分10.5秒 / 北緯35.14556度 東経136.952917度

### 出張所
- 八事出張所 - 名古屋市昭和区花見通3丁目29番地[1]北緯35度8分44秒 東経136度57分10.5秒 / 北緯35.14556度 東経136.952917度
- 白金出張所 - 名古屋市昭和区福江二丁目8番11号[1]北緯35度8分44秒 東経136度54分47秒 / 北緯35.14556度 東経136.91306度

#### かつて存在した出張所
- 高辻出張所（1943年～1945年）
- 堀田出張所（1943年～1944年、高田消防署に移管）
- 鶴舞出張所（1944年～1946年）
- 広路出張所（1944年～）
- 松栄出張所（1944年～1969年）
- 堀江出張所（1944年～1945年）
- 天白出張所（1965年～）

## 歴史

### 沿革
- 1933年（昭和8年）4月 - 愛知県南消防署御器所出張所として設立される[2]。
- 1943年（昭和18年）12月24日 - 愛知県叢雲消防署に改組される[3]。また、南消防署より高辻出張所が、昭和消防署（現瑞穂消防署）より堀田出張所が移管される[3]。
- 1944年（昭和19年）2月11日 - 以下の異動が実施される。
  - 南消防署より鶴舞出張所が移管される[3]。
  - 高田消防署より広路出張所が移管され、昭和区花見通2丁目17番地に移転[3]。
  - 松栄出張所を広路出張所跡に設置[3]。
  - 堀田出張所を高田消防署に移管する[3]。
- 1944年（昭和19年）5月17日 - 堀江出張所を昭和区堀江町8丁目7番地に設置する（翌年3月12日廃止）[3]。
- 1945年（昭和20年）4月20日 - 本署が昭和区天池町2丁目1番地に移転する[3]。
- 1945年（昭和20年）10月1日 - 高辻出張所廃止[3]。
- 1946年（昭和21年）3月21日 - 鶴舞出張所廃止[3]。また、松栄出張所を休止[3]。
- 1948年（昭和23年）3月7日 - 名古屋市消防局発足に伴い、名古屋市昭和消防署に改組[3]。
- 1959年（昭和36年）12月15日 - 本署を昭和区御器所通2丁目16番地に移転[4]。
- 1963年（昭和38年）10月1日 - 救護隊設置[4]。
- 1965年（昭和40年）5月1日 - 天白出張所（昭和区天白町大字島田字東寄鷲1151番地）設置[4]。
- 1969年（昭和44年）11月25日 - 白金出張所（昭和区堀江町6丁目4番地の2）設置[4]。また、松栄出張所を廃止[4]。
- 1972年（昭和47年）8月 - 白金出張所の住所が、住居表示の実施に伴い昭和区福江二丁目8番11号に変更される[4]。